# Sister
Sister är ett musikalbum av Sonic Youth som släpptes år 1987 på SST Records. Det släpptes återigen år 1993. Albumet producerades av bandet själva.

## Låtlista
1. "Schizophrenia" - 4:37
2. "Catholic Block" - 2:25
3. "Beauty Lies in the Eye" - 2:15
4. "Stereo Sanctity" - 3:47
5. "Pipeline/Kill Time" - 4:32
6. "Tuff Gnarl" - 3:13
7. "Pacific Coast Highway" - 4:16
8. "Hot Wire My Heart" - 3:21
9. "Kotton Krown" - 5:05
10. "White Cross" - 2:48
11. "Master-Dik" - 5:08